# IC 5332
IC 5332 est une galaxie spirale vue de face et relativement rapprochée, située dans la constellation du Sculpteur. IC 5332 a été découverte par l'astronome américain Lewis Swift en 1897. Dans son catalogue, l'objet était présenté comme S11-233.

## Caractéristiques
Sa vitesse par rapport au fond diffus cosmologique est de 431 ± 19 km/s, ce qui correspond à une distance de Hubble de 6,36 ± 0,5 Mpc (∼20,7 millions d'al).
La classe de luminosité d'IC 5332 est IV et elle présente une large raie HI.
À ce jour, dix mesures non basées sur le décalage vers le rouge (redshift) donnent une distance de 4,578 ± 1,462 Mpc (∼14,9 millions d'al), ce qui est à l'intérieur des valeurs de la distance de Hubble.
Comme, à partir du Soleil, cette galaxie possède sa dimension quasiment verticale, son observation permet de voir sa structure symétrique. De plus, son diamètre est proche de celui de la Voie lactée.

## Évolution des observations

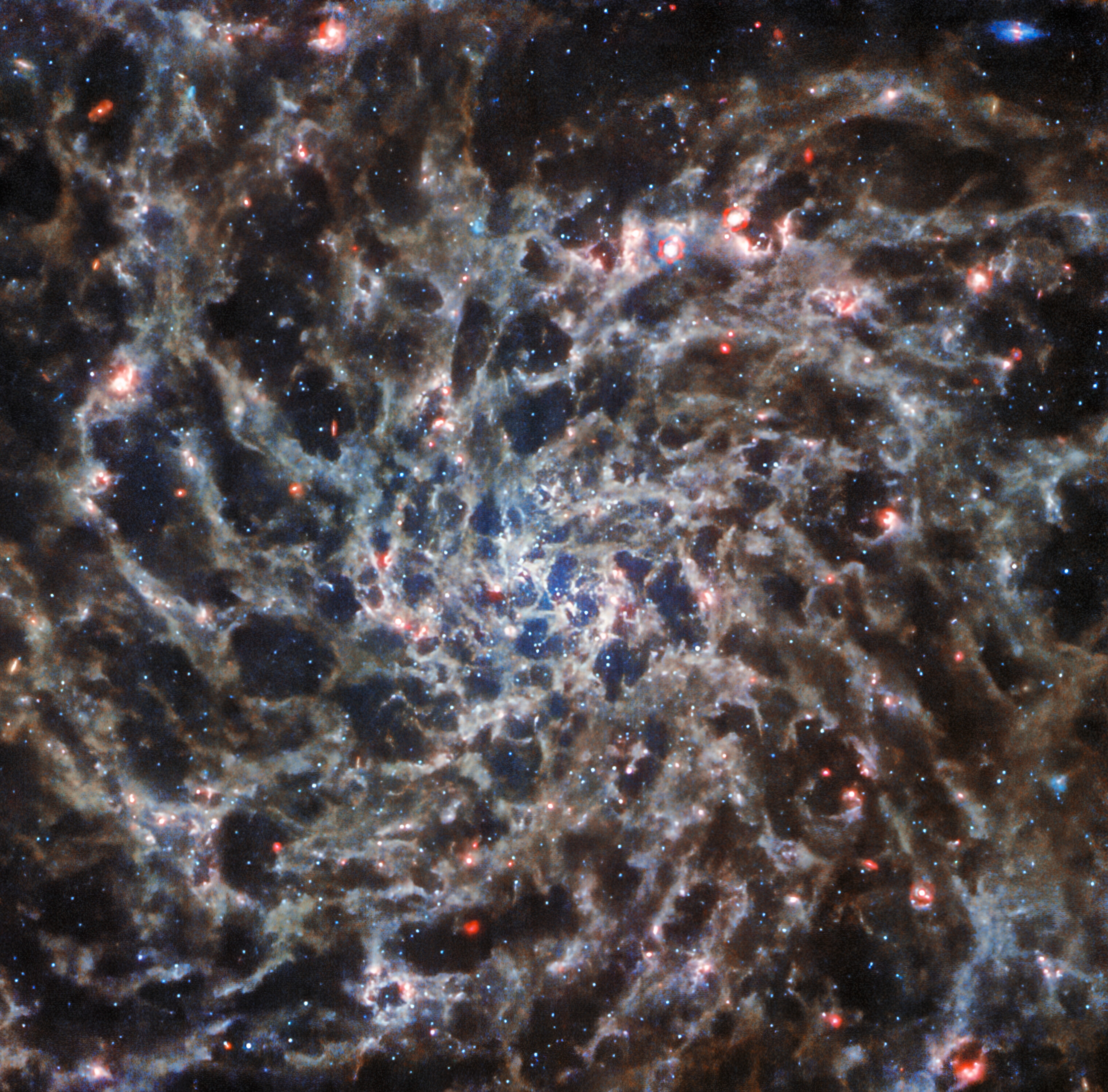
IC 5332 imagée dans le domaine des Infrarouges par l'instrument MIRI du télescope spatial James-Webb (JWST).

En 2022, le nouveau télescope spatial James-Webb a effectué une de ses premières missions, destinée à IC 5332. Prise en infrarouge, cette image présente une structure assez différente de celle de l'image en lumière visible. Les poussières en température basse, toujours cachées en lumière visible, forment une structure plus complexe et elles ne sont pas omniprésentes. Dans cette galaxie, il existe au contraire beaucoup d'espace vide. La distribution de poussières n'y est donc pas nécessairement spirale.
De surcroît, on s'aperçoit que les étoiles observées par le télescope James-Webb sont différentes de celles qui étaient visibles avec Hubble. En effet, ces dernières, en général jeunes, massives et de haute énergie, émettent beaucoup de rayonnement ultraviolet. Au contraire, le James-Webb observe les étoiles de taille modeste ou plus âgées. La galaxie IC 5332 contient donc une grande diversité de types d'étoiles.